# Bion (filosoof)
Bion van Borysthenes (Oudgrieks: Βίων Βορυσθενίτης) (Olbia), in Sarmatia, is een Oud-Grieks moralist en filosoof uit de eerste helft van de 3e eeuw v.Chr.

## Leven
Bion was van bescheiden afkomst: zijn moeder was een vrouw van lichte zeden en zijn vader een handelaar in gezouten vis die bekendstond als smokkelaar. Op jonge leeftijd werd Bion verkocht als slaaf aan een redenaar die hem weer vrijliet en hem tot zijn erfgenaam maakte. Na de dood van zijn beschermheer trok Bion naar Athene om filosofie te studeren. Hij sloot zichzelf achtereenvolgens aan bij de Academie, de Cynici, de Cyrenaïci en de Peripatetici. Een van zijn leraren was de Cyrenaeïsche Theodorus, bijgenaamd "de atheïst", wiens invloed duidelijk te merken is in Bions houding tegenover de goden. Zoals de gewoonte was bij de Sofisten in die tijd, reisde Bion door Griekenland en Macedonië. Hij werd toegelaten tot de literaire kring aan het hof van Antigonus Gonatas. Nadien onderwees hij filosofie op Rodos en stierf te Chalcis op Euboea. Zijn leven werd beschreven door Diogenes Laertius.

## Werk
Bion was in wezen een populaire schrijver en in zijn "Diatribae" beschimpte hij de dwaasheden van de mensheid op een manier die duidelijk bedoeld was om in de smaak te vallen bij het gewone volk. Over armoede en filosofie schreef hij vol lof, terwijl hij geen goed woord overhad voor goden, muzikanten, meetkundigen, astrologen of voor rijken. Hij ontkende ook de doeltreffendheid van het gebed. 

## Invloed
Hij had invloed op het werk van latere schrijvers, zoals de satires van Menippus. Horatius (Epistulae, II, 2,60) zinspeelt op zijn satires en zijn scherpe verstand (sal nigrum). Uit de fragmenten verzameld door Teles, een cynische filosoof die leefde aan het eind van de 3e eeuw, krijgen we een goed beeld van Bions werk. Voorbeelden van zijn spreuken en maximes kunnen we vinden bij Diogenes Laertius en in het Florilegium van Stobaeus. Ook bij Seneca vinden we sporen van zijn invloed terug.